# Albert Mahieu (1860-1926)
 (novembre 2021).
Si vous disposez d'ouvrages ou d'articles de référence ou si vous connaissez des sites web de qualité traitant du thème abordé ici, merci de compléter l'article en donnant les références utiles à sa vérifiabilité et en les liant à la section « Notes et références ».
Pour les articles homonymes, voir Albert Mahieu.
Marie Charles Albert Mahieu, né le 16 janvier 1860 et mort le 25 mai 1926 à Cherbourg, est un homme politique français, député de la Manche et maire de Cherbourg de 1903 à 1910 puis de 1912 à sa mort.

## Biographie
Reçu à 16 ans au concours de l'École navale, Albert poursuit des études universitaires et est lauréat du concours général. 
Comme son père, Jean Alfred Mahieu, négociant et maire de Cherbourg de 1878 à 1883, Albert Mahieu embrasse une carrière professionnelle dans le négoce, puis politique en 1903, comme maire de Cherbourg. Il reste à ce poste plus de vingt ans, entre 1903 jusqu'à sa mort, en 1926, laissant son fauteuil à son premier adjoint Charles Delagarde entre 1910 et 1912. Socialiste, il se consacre notamment à l'instruction publique et au développement touristique autour de la gare maritime. En ce début de siècle, il accueille dans sa ville Victor-Emmanuel II le 16 novembre 1903, Charles Ier de Portugal et Amélie d'Orléans en 1904, la rencontre entre Armand Fallières et le tsar Nicolas II de Russie en juillet 1909, et le ministre Gaston Doumergue pour l'inauguration de l'école rue du Jardin. 
En 1902, il est candidat aux législatives contre le député modéré sortant, Albert Le Moigne. Après une campagne de dénigrements que regrette par la suite Le Moigne, notamment à travers une affiche qui dénonce les positions « anti-familiales », favorable à l'union libre, du maire de Cherbourg, Mahieu est battu. Aux législatives de 1906, il retrouve Le Moigne face à lui, et est cette fois élu député de la Manche (10 598 voix sur 19 410), jusqu'en 1919. Siégeant sur les bancs des républicains socialistes, il fait partie durant cette 9e législature, des commissions relatives aux Postes et télégraphes ainsi qu'à la commission d'enquête sur la Marine.
Le 24 avril 1910 avec 10 689 voix sur 18 243, puis le 26 avril 1914 par 9 081 voix sur 11 839, il est réélu député de la Manche, et fait partie sous ces deux législatures des commissions relatives aux Pensions civiles et militaires ainsi qu'à la Marine. 
Durant son activité parlementaire, il se consacre notamment aux problèmes de la marine ainsi qu'à la défense des intérêts des personnes aux revenus les plus modestes. 
En 1919, il préfère se consacrer à la gestion municipale. 
Époux de Jeanne Marie, il a deux filles dont Yvonne qui épouse le docteur Albert Guéroult, fondateur de la clinique Sainte-Thérèse de l'Enfant-Jésus à Amiens.
Il meurt en place le 25 mai 1926 à l'âge de 66 ans. Il repose au cimetière de Cherbourg.
Une rue au centre de Cherbourg porte son nom.

## Sources
- Tables analytiques des annales de la Chambre des Députés (Législatures 9 à 11)
- Famille Mahieu - Guéroult, Stéphane Guéroult
- « Albert Mahieu (1860-1926) », dans le Dictionnaire des parlementaires français (1889-1940), sous la direction de Jean Jolly, PUF, 1960 [détail de l’édition]